# International Business Times
L'International Business Times è un quotidiano in rete con sede a New York. Il giornale, a volte chiamato IBTimes o IBT, offre notizie, opinioni e commenti editoriali sulle imprese e relative alle storie imprenditoriali. È classificato da Alexa come il quarto sito più visitato tra i quotidiani economici.
IBTimes è stato lanciato nel 2006 da Etienne Uzac e Johnathan Davis ed è di proprietà di IBT Media. Ha sede in un ex ufficio di Newsweek nel distretto finanziario di New York.

## Storia
La versione italiana ha chiuso il 30 giugno 2017 .